# Инал-бей
Инал-бей или Яанал-бей ( осман. إينال بن صدر‎,тур. İnal Bey или тур. Yinal Bey, правил в 1098 году) правитель бейлика Иналогуллары из одноимённой династии.
Инал был сыном или братом Садра-бея, правившего в Диярбакыре. Сельджукская империя была охвачена междоусобицами, центральная власть начала терять контроль над провинциями. Инал-бей считается основателем бейлика. В 1098 году он умер, ему унаследовал его сын Ибрагим-бей